# Fermana F.C.
Câu lạc bộ bóng đá Fermana là một câu lạc bộ bóng đá Ý có trụ sở tại Fermo, Marche. Câu lạc bộ hiện đang chơi ở Serie C, giải hạng ba của bóng đá Ý sau khi đạt được sự thăng hạng bằng cách giành chiến thắng ở bảng F trong mùa giải Serie D 2016-17.

## Lịch sử

### Thành lập
Câu lạc bộ được thành lập vào năm 1920 với tên SS La Fermo và được đổi tên vào năm 1925 US Fermana sau khi sáp nhập với Fermo FC.

### Fermana 1920
Năm 1999, Fermana đã giành danh hiệu Serie C1 / B dưới thời huấn luyện viên trưởng Ivo Iaconi, do đó xuất hiện đầu tiên trong lịch sử ở Serie B. Mùa giải đó là lần duy nhất, khi họ nhanh chóng xuống hạng trở lại Serie C1.
Fermana xuống hạng Serie C2 sau khi một chiến dịch C1 / A Serie C1 / A đáng thất vọng năm 2005 kết thúc ở vị trí cuối cùng, và 13 điểm sau 34 trận. Sau khi xuống hạng, câu lạc bộ, dưới những cuộc đấu tranh tài chính nặng nề, đã buộc phải từ bỏ tư cách thành viên Serie C2 của họ.

### U.S. Fermana 2006
Một câu lạc bộ mới, có tên Unione Sportiva Fermana 2006, được thành lập năm 2006 và tham gia bảng A của giải nghiệp dư khu vực Prima Categoria (cấp 8 của bóng đá Ý). Họ đã được thăng hạng lên Promozione mùa 2006-07, bỏ lỡ cơ hội được thăng hạng lên Eccellenza sau khi bị đánh bại 2-1 (tổng tỷ số) bởi Cuprense trong trận chung kết play-off. Trong mùa 2007-08, Fermana đã giành chức vô địch và đội được thăng hạng ở Eccellenza, nhưng Fermana đã kết thúc mùa giải ở vị trí thứ 7 sau một năm sau đối thủ Sambenedettese (đội đã giành chức vô địch).
Trong 2010-11, Fermana đã hòa trận đấu với Ancona 2-2 và mất chức vô địch khi kém một điểm. Mùa giải 2011-12 đã mở màn với Fermana trong một mùa giải tốt hơn. Trong mùa giải 2012-13, đội bóng đã giành được Coppa Italia Dilettanti, nhưng đã phá sản vào cuối mùa giải.

### Fermana FC
Vào mùa hè 2013, câu lạc bộ đã được đổi tên thành Câu lạc bộ bóng đá Fermana sau khi sáp nhập ASD Montegranaro Calcio năm 1965 (đội chiến thắng trong trận play-off Eccellenza) và AFC Fermo khởi động lại từ Serie D. Câu lạc bộ là nhà vô địch bảng F mùa giải 2016-17 Serie D và lần đầu tiên trở lại giải hạng ba của Ý sau 12 năm.

## Màu sắc và huy hiệu
Màu sắc của câu lạc bộ là màu vàng và màu xanh dương.